# 克雷森特 (北卡羅萊納州)
克雷森特（英語：Crescent）是位於美國北卡羅萊納州羅恩縣的非建制地區。

## 歷史
克雷森特的郵局於1898年設立，其後於1925年停運。

## 地理
克雷森特所處的海拔為高於海平面246米（即807英呎），而該地所採用的時區為UTC-5，即北美东部时区（EST）。同時該地設有夏令時間，為UTC-5調快一小時，即UTC-4（EDT）。